# 宇宙気候学

過去5億年にわたる宇宙線フラックスの変動(赤；位相は反転)と海水温変化(黒)の相関。宇宙線フラックスは鉄隕石の宇宙線照射年代、海水温は化石に含まれる同位体のプロキシから再構築。

宇宙気候学（うちゅうきこうがく、Cosmoclimatology）とは、地球の気候変動に対する宇宙現象の影響を研究対象とした学問分野。用語は2007年にスベンスマルクによって考案された。

## 宇宙線の影響
宇宙気候学における仮説の一つに、付加的な雲核の核形成(nucleation)による下部対流圏における雲量の変化に対する銀河宇宙線の影響がある。その考えは提案中のもので、まだ証明されていない、地球の気候変動に対する太陽変動の影響に関する仮説の一つである。
雲に及ぼす銀河宇宙線の影響を実験的に調べるため、CERNでは2006年に陽子シンクロトロン（Proton Synchrotron）から発生させた荷電π中間子の加速器ビームを用いてチャンバー内における核形成の測定が予備段階の実験として行われている。
一方、顕生代にわたる長期の気候変動におよぼす銀河宇宙線の影響を調べた研究によれば、地球は1.35億年の周期で銀河系のらせん状の腕(Spiral arm)を通過し、その銀河系の腕から多量の宇宙線を浴びたときに寒冷化傾向を示しており、過去5億年にわたって地球が浴びた宇宙線量の変調と気温変化の間に強い相関が見出されている。これについて、宇宙線が大気の分子と衝突して生成された大気イオンがエアロゾルを形成し、そのエアロゾルが雲粒の凝結核となり、雲が増加することで地球の太陽光反射率（アルベド）が上昇して寒冷化するというモデルが提案されている。

## その他
銀河宇宙線だけでなく、軌道要因等を含む太陽活動の変動、太陽紫外線の変調、太陽フレア、地球外揮発性物質、流星煙粒子、惑星間塵、宇宙塵など、様々な因子がそれぞれの時間スケールにおいて気候に摂動を与える可能性として提案されているが、いずれも定説として評価が定まっているわけではなく、特に惑星間塵等が気候に及ぼす寄与や影響に対する定量的評価やメカニズムに対して確立された段階に至っているとは言えない。
ただし、星間ガスを介した気候への影響を調べる過程で、銀河系の腕が気候に摂動を与える候補として提案されたこともあり、2002年にNir Shavivの論文によって銀河系の腕と太陽系の位置関係によって変調する銀河宇宙線と気候の長期的関連が一般に注目を浴びる以前に、先行して、銀河系の腕が気候に影響を及ぼす可能性が探索されていた。
日本において宇宙気候学という用語が用いられた例として、1992年の科学雑誌に高エネルギー宇宙物理学者の桜井邦朋による記述がある。その雑誌の中で桜井氏は宇宙気候学の重要性を、ケベック大停電などを引き起こした1989年3月の磁気嵐の原因である太陽フレア現象や、宇宙空間における人間活動のための宇宙天気予報、さらに小氷期と太陽活動との関連において位置づけている。
小氷期は太陽活動の低下したマウンダー極小期と時期が重なり、太陽などの天体活動と気候を関連付けた初期の研究対象の一つとなっている。マウンダー極小期は1975年に太陽物理学者のジャック・エディによって名づけられており、論文は1976年に発表され、その後の宇宙気候学の嚆矢となった。

## 関連書籍
- H. スベンスマルク、N. コールダー 著、青山洋 訳『“不機嫌な”太陽―気候変動のもうひとつのシナリオ』桜井邦朋監修、恒星社厚生閣、2010年3月。ISBN 4-7699-1213-7、ISBN-13:978-4-7699-1213-2。2022年4月18日閲覧。